# Aduke Alakija
Jaiyeola Aduke Alakija (tháng 3 năm 1921 – tháng 3 năm 2016) là một sĩ quan phúc lợi, luật sư và nhà ngoại giao người Nigeria, là đại sứ của đất nước Thụy Điển từ năm 1984 đến 1987. Bà cũng là cựu chủ tịch của Liên đoàn luật sư phụ nữ quốc tế.

## Tiểu sử
Alakija được sinh ra trong gia đình của Adeyemo Alakija, bà là con gái duy nhất và là đứa con cuối cùng trong cuộc hôn nhân đầu tiên của cha bà. Bà bắt đầu giáo dục của mình tại Trường Claxton House, Marina, Lagos nhưng rời Wales vào năm 1930 và học xong trung học tại Penrhos College, North Wales. Ban đầu, bà muốn học ngành y tại Đại học Glasgow nhưng sau đó chuyển sang Trường Kinh tế Luân Đôn để học ngành khoa học xã hội. Khi trở về Nigeria, bà làm nhân viên phúc lợi trong ngành tư pháp ở  ở đó, bà khởi xướng thành lập một tòa án vị thành niên và gây ra việc thành lập một số câu lạc bộ nữ ở Lagos, sự hình thành của chi nhánh Lagos của Hiệp hội cứu trợ bệnh phong Anh. Năm 1949, bà rời Nigeria để học luật, đủ điều kiện làm luật sư vào năm 1953. Sau đó, bà đã thiết lập một thực hành pháp luật với Hoa hậu Gloria Rhodes và làm việc trong các phòng của John Idowu Conrad Taylor. Bà nhanh chóng rời khỏi pháp luật để làm nhân viên phúc lợi xã hội, trở thành người phụ nữ châu Phi đầu tiên giữ vị trí ở Nigeria.
Trong sự nghiệp chuyên nghiệp của mình, bà là trợ lý cho tổng giám đốc của Mobil Oil sau đó trở thành giám đốc và cố vấn pháp lý cho Mobil Oil Nigeria vào năm 1957. Năm 1961, Mobil giành được sự nhượng bộ cho hoạt động khai thác dầu ở Nigeria, Alakija sau đó trở thành giám đốc trong liên doanh mới này. Năm 1967, bà là thư ký điều hành của Phòng Thương mại Bang Lagos. Từ năm 1961 đến nắm 1965, bà là thành viên của phái đoàn Nigeria tại Liên Hợp Quốc.
Alakija là người đồng sáng lập New Era Girls College, thành viên của Hiệp hội Phụ nữ Quốc tế Nigeria và là thành viên của Soroptimist International.
Cô có bằng danh dự của Đại học Barnard.